# Nahhalin
Nahhalin (arab. ‏نحالين‎, Naḥḥālīn) – miasto w Palestynie, w muhafazie Betlejem. Według danych szacunkowych Palestyńskiego Centralnego Biura Statystycznego w 2016 roku miejscowość liczyła 8592 mieszkańców.